# Deutscher Heilbäderverband
Der Deutsche Heilbäderverband e. V. ist eine Organisation sowohl im Kur- und Bäderwesen als auch im Bereich des Gesundheits- und Wellnesstourismus in Deutschland. Der Verband hat seinen Sitz in Berlin.

## Geschichte
Der Verband wurde am 23. April 1892 gegründet. Damals versammelten sich führende deutsche Badeärzte und Verwaltungsbeamte deutscher Kurorte zur „Constituierung eines Allgemeinen Deutschen Bädertages“ in Leipzig. Sie wollten gemeinsam gleiche Ziele verfolgen.
In dieser Gründungsversammlung wurde der Name "Allgemeiner Deutscher Bäderverband" beschlossen. Dieser neue Verband hielt bereits am 7. und 8. Oktober 1892 in Bad Kösen seine erste Jahresversammlung, den 1. Deutschen Bädertag, ab. Nur durch die Kriegsjahre unterbrochen wird der Deutsche Bädertag seither jährlich veranstaltet. 1999 wurde der Name in „Deutscher Heilbäderverband e. V.“ geändert.

## Mitglieder
Im Deutschen Heilbäderverband sind die elf Heilbäderverbände der Bundesländer, der Verband Deutscher Badeärzte e. V. (VDB) und die Vereinigung für Bäder- und Klimakunde e. V. (VBK) vertreten.
Über diese Mitgliedsverbände repräsentiert der Deutsche Heilbäderverband e. V.
- ca. 300  Heilbäder und Kurorte
- ca. 600 Badeärzte (Verband Deutscher Badeärzte e. V.)
- ca. 200 Mitglieder der wissenschaftlichen Vereinigung für Bäder- und Klimakunde e. V.

## Ziele
Der ideelle Bereich des Verbandes erstrebt keinen Gewinn, der Verband verfolgt keine parteipolitischen Ziele.
Aufgabe des Deutschen Heilbäderverbandes ist es, die Interessen seiner Mitglieder auf nationaler und internationaler Ebene wahrzunehmen. Insbesondere gegenüber dem Bundestag und dem Europäischen Parlament, den zuständigen Ministerien und Behörden, Sozialversicherungen und Kostenträgern sowie gegenüber Verbänden und Organisationen auf Bundesebene versteht sich der Verband als Interessenvertreter seiner Mitglieder.
Außerdem berät und unterstützt er als ältester Gesundheitsverband in Deutschland seine Mitglieder in Fragen des Heilbäderwesens, des Gesundheitstourismus und zu Präventions- bzw. Rehabilitationsmaßnahmen.

## Gremien
Die Gremien des Verbandes sind die Mitgliederversammlung, das Präsidium, das Geschäftsführende Präsidium, acht ständige Ausschüsse und verschiedene Arbeitsgemeinschaften zu aktuellen Themen.